# قرة ناز
قرة ناز هي قرية في مقاطعة تكاب، إيران. في تعداد عام 2006، لوحظ وجودها، ولكن لم يتم الإبلاغ عن سكانها.